# TUF 18: Тейт vs. Раузи
The Ultimate Fighter: Team Rousey vs. Team Tate (также известный как The Ultimate Fighter 18) — это восемнадцатый сезон американского Реалити-шоу, выпускаемого под эгидой UFC для американского телевидения.
Шоу было официально анонсировано UFC в марте 2013 года с объявлением о том, что впервые в истории шоу, женщины выступят в роли тренеров, а также участниками будут как мужчины, так и девушки. Чемпионка в легчайшем весе Ронда Роузи должна была выступить в роли тренера против победителя боя Миша Тейт и Кэт Зингано на The Ultimate Fighter 17 Finale в апреле 2013 года. Зингано выиграла тот бой, но за несколько недель до съёмок выбыла с позиции тренера из-за травмы и была заменена Мишей Тейт.
4 сентября 2013 года сезон стартовал на Fox Sports 1. В Великобритании сезон транслировался BT Sport с 5 сентября 2013 года.

## Состав

### Тренера
| Команда Раузи - Ронда Роузи, главный тренер - Энди Дерменьян - Мэнни Гамбурьян — тренер по грэпплингу - Марина Шафир - Эдмонд Тарвердян — тренер по ударной технике - Нейт Диаз — приглашенный тренер | КомандаТейт - Миша Тейт, главный тренер - Брайан Кэрэуэй — тренер по Джиу-джитсу - Тонглор «Мастер Тонг» Армацена — тренер по муай-тай - Рикки Лэнделл — тренер по борьбе - Шейн Джейм - Джек Андерсон — тренер по грэплингу - Эрик Трилиеги — физиолог - Мелнор Менор — приглашенный тренер |

### Бойцы
- Команда Роузи
  - Девушки: Шейна Базлер, Джессамин Дюк, Пегги Морган, Джессика Ракози
  - Мужчины: Крис Бил, Дэйви Грант, Энтони Гутьеррез, Майкл Вуттен
- Команда Тейт
  - Девушки: Джулианна Пенья, Сара Морас, Ракель Пеннингтон, Роксанна Модаффери
  - Мужчины: Коди Боллингер, Крис Холдсуорт, Джош Хилл, Тим Горман (Луис Фисетт*)

*Горман травмировался и был заменен во втором эпизоде на Фисетта.
Бойцы, выбывшие на стадии отбора
- Лора Говарт, Дэнни Мартинез, Равелина Берто, Эмиль Хартенер, Бетани Маршалл, Валери Леторно, Ли Сэндмейер, Тоня Эвинер, Сирван Какаи, Патрик Холохан, Коллин Шнейдер, Джина Мазани, Мэтт Мэнси, Тара ЛаРоза, Рафаэль Де ФреФритос.

## Эпизоды

### Эпизод 1 «Так создаётся история»
(4 сентября 2013 года)
- Ронда заходит в тренировочный центр The Ultimate Fighter удивленная тем, что Миша Тейт тоже здесь, она заявляет, что это она здесь тренер.
- Дэйна Уайт объявляет, что Кэт Зингано повредила свое колено и Миша её заменила. Роузи успокаивается и объясняет, что сначала подумала, что её заменили.
- В отличие от прошлых сезонов, в этом женщины будут принимать участие наравне с мужчинами, все в весовой категории 135 фунтов (62.5 кг).
- Дейна приветствует 32 бойцов (16 мужчин и 16 женщин) и призывает их показать все, на что они способны.
- 16 предварительных боев начинаются:

1) Джессамин Дюк победила Лору Говарт сабмишном (треугольник) через 3:50 после начала первого раунда.
2) Дэйви Грант победил Дэнни Мартинеза болевым на руку через 2:02 после начала второго раунда.
3) Джессика Ракози победила Ревелину Берто сабмишном (болевым на лопатку) через 2:32 после начала первого раунда.
4) Майкл Вуттен победил Эмиля Хартнера единогласным решением
5) Пегги Морган победила Бетани Маршалл техническим нокаутом через 2:58 после начала первого раунда.
6) Роксанна Модаффери победила Валери Леторно сабмишном («черепаха») через 3:36 после начала первого раунда.
7) Тим Горман победил Ли Сэндмейера техническим нокаутом за 14 секунд до конца первого раунда.
8) Ракель Пеннингтон победила Тоню Эвингре сабмишном («черепаха») через 4:24 после начала первого раунда.
9) Крис Бэл победил Сирвана Какаи единогласным решением.
10) Джош Хилл победил Патрика Холохана большинством голосов.
11) Шейна Базлер победила Коллин Шнейдер болевым на руку через 4:24 после начала первого раунда.
12) Крис Холдсуорт победил Луиса Фисетта сабмишном (треугольник с захватом руки) через 4:09 после начала первого раунда.
13) Джулианна Пенья победила Джину Мазани единогласным решением.
14) Энтони Гутиеррез победил Мэтта Мэнси единогласным решением.
15) Сара Морас победила Тару ЛаРозу единогласным решением.
16) Коди Боллингер победил Рафаэля Де Фритаса техническим нокаутом через 1:54 после начала первого раунда.
- Уайт поздравил победителей и объявил, что бойцы могут получить награду в 25 тысяч долларов за «Нокаут сезона», «Сабмишн сезона» и «Бой сезона».
- Роузи и Тейт затем выбирают бойцов в свои команды и разыгрывают право первой выбирать бой. Дена бросает монетку (зелена сторона для Ронды, синяя — для Миши). Ронда выигрывает и получает право назначить первый бой.

Выбор девушек:
| Тренер | 1-й выбор       | 2-й выбор     | 3-й выбор         | 4-й выбор          |
| ------ | --------------- | ------------- | ----------------- | ------------------ |
| Tate   | Джулианна Пенья | Сара Морас    | Ракель Пеннингтон | Роксанна Модаффери |
| Rousey | Шейна Базлер    | Джессамин Дюк | Пегги Морган      | Джессика Ракози    |

Выбор парней:
| Тренер | 1-й выбор      | 2-й выбор      | 3-й выбор        | 4-й выбор    |
| ------ | -------------- | -------------- | ---------------- | ------------ |
| Tate   | Коди Боллингер | Крис Холдсуорт | Джош Хилл        | Тим Горман   |
| Rousey | Крис Бэл       | Дэйви Грант    | Энтони Гутиеррез | Майкл Вуттен |

- Уайт обращается к Ронде с просьбой назначить первый бой прямо сейчас. Она выбирает бой Базлер — Пенья — первые две девушки, выбранные в каждую команду.

### Эпизод 2 «Сначала дамы»
(11 сентября 2013 года)
- Крис Холдсуорт из команды Тейт восхищен ситуацией и заводит разговор о возможности сексуальных отношений на проекте.
- Девушки продолжают рассказывать как серьезно они относятся к соревнованию и говорят, что ничего не станет помехой на их пути.
- Уайт приезжает в зал с доктором, который держит в руках результаты МРТ Тима Гормана. Плохие новости, так как выясняется, что у Тима разрыв подколенного сухожилия. Горман раздавлен этой новостью и Уайт снимает его с участия в проекте.
- Гормана в команде Тейт заменяет Луис Фисетт, который проиграл Холдсуорту сабмишном в ожесточенном бою на стадии отбора.
- Джулианна Пенья побеждает Шейну сабмишном («черепахой») через 1:52 после начала второго раунда.
- После того, как Ронда выбрала для боя на первой неделе топовую девушку из команды Тейт, Миша решает скопировать почерк Роузи, выбрав её первого парня. В матче сойдутся второй выбранный Тейт Холдсуорт и первый номер команды Роузи Крис Бил, который ранее в эпизоде жаловался на травму руки.
- Эпизод завершился на том, что обе команды покидают зал, и Роузи, которая идет рядом с Тейт, со злостью обвиняет её в том, что она смеялась, когда Базлер испытывала боль.

### Эпизод 3 «Не уступай и двигайся дальше???»
(18 сентября 2013 года)
- Тейт посещает базу, на которой проживают бойцы, чтобы вручить Пенье молочный шейк, как награду за её победу, а также извиняется перед своей подругой Базлер за то, что той приходится быть в команде Роузи. Но Шейна говорит, что Ронда её поддерживает после поражения.
- Коди Боллингер заявляет, что кто-то рассказал «Зелёной Команде» (команде Роузи) о планах на бои команды Тейт и обвиняет в этом Джулианну. Позже он вступает в конфликт с ней по дороге на базу и говорит ей о своих подозрениях. Чувствуя себя как будто на неё нападают, Пенья указывает на Роксанну Модаффери, потому что она спит в одной комнате с командой Роузи, но товарищи по команде встают на её сторону. Позднее, Джулианна извиняется перед Мадаффери, которая её прощает.
- Джессика Дюк в разговоре с Ракель Пеннингтон шутя говорит ей, что у неё есть «секретный список матчей». Дюк говорит, что Боллингер случайно (или намеренно) подслушал это и использовал для того, чтобы обвинить Пенью, просто потому что она его раздражает своим поведением.
- Обе команды получают собственные кабинки в Red Rock казино, чтобы посмотреть последнее событие UFC. Здесь Роузи и Тейт вступают в словесную перепалку в баре, потому что Мише показалось, что Ронда подошла слишком близко к её парню и тренеру Брайану. Роузи повторяет Мише, что Кэрэуэй писал в своем твиттере в марте 2012 года, как он хочет выбить ей зубы, за что он уже извинялся.
- Тейт парирует тем, что критикует Ронду за то, что она не знает «как нужно работать на лапах», что тренер Роузи Эдмонд Тарвердян воспринимает болезненно и отвечает критикой Тейт и Кэрэуэйа.
- Крис Холдсуорт побеждает Криса Била за 44 секунды до конца первого раунда.
- После боя, следующий поединок, назначенный Тейт — Роксанна Модаффери против Джессики Ракози.

### Эпизод 4: «Используй силу»
(25 сентября 2013 года)
- Бывший боец UFC Дэннис Холлман присоединяется к синий команде (команда Тейт) как приглашенный тренер и получает «прохладный» прием от тренера команды Роузи Эдмонда Таревердяна, который «сканирует» его глазами с головы до ног. На камеру Таревердян вызывает Холлмана на бой. Эдмонд заявляет, что это происходит, чтобы дать продюсерам повод выгнать его с проекта. Когда съёмка прекращается, Халлман пытается склонить армянина вступить в драку по непонятным причинам. Роузи затем вступает в конфликт с Холлманом и говорит, что если он хочет «выглядеть как хренов мужик», то он будет драться с Таревердяном без камер.
- Инцидент Роузи и Брайана в твиттере снова упоминается командой Роузи и, когда ситуация усугубляется, Уайту приходится охлаждать обе команды; он говорит, что это не спортивно.
- Во время легкого спарринга с Модаффери Ракель Пеннингтон проявляет желание работать жестче, так что Тейт начинает ставить женщин работать с мужчинами. Сара Морас хочет быть наравне с мужчинами и просит их бить сильнее и не сдерживаться, и Коди Боллингер и Луис Фисетт соглашаются.
- Джессика Ракози побеждает Роксанну Модаффери техническим нокаутом через 2:33 после начала второго раунда.
- Модаферри очень расстроена и Ракоцци утешает её, говоря что такие вещи делают из бойца чемпиона.
- Обе команды переживают за поражение Роксанны, потому что она усердно работала и просто хороший человек, особенно её подруга Шейна Базлер, которая также была сильно подавлена после своего поражения.
- После боя Роузи снова получает право контроля и назначает поединок: Дэйви Грант против Луиса Фисетта.

### Эпизод 5: «Искупление»
(2 октября 2013 года)
- Ракель Пеннингтон делится с своими товарищами по команде тем, каково это быть спортсменом с нетрадиционной сексуальной ориентацией.
- Во время игры в «Правда или Желание» Энтони Гутьеррез обижает Луиса Фисетта, когда выбирает правду и на вопрос отвечает, что канадец самое слабое звено среди мужчин на шоу.
- На базе некоторые бойцы испытывают трудности со сгонкой веса перед своими боями.
- Мать Ронды, бывшая чемпионка по дзюдо, Анна Мария Де Марс приезжает в зал, чтобы подбодрить команду своей дочери.
- Чтобы снизить напряжение между командами, Тейт и её тренера решают подшутить над тренером команды Роузи Таревердяном и устанавливают в зале статуэтку персонажа «Улицы Сезам» The Count’а, с которым они ассоциируют Эдмонда, из-за сросшихся бровей. Ронда думает, что он не поймёт шутки и сделает что-то негативное в ответ и поэтому прячет фигурку от него.
- Дэйви Грант побеждает Луиса Фисетта «черепахой» на через 1:01 после начала второго раунда.
- Команда Роузи сравнивает счет, а следующий бой: Джессамин Дюк против Ракель Пеннингтон.

### Эпизод 6: «Маленькие принцессы»
(9 октября 2013 года)
- Джулианна Пенья презентует Пеннингтон и Саре Морас макияж, который она называет своими «маленькими принцессами».
- Бойцы делают перерыв на отдых и едут в Green Valley Ranch, где Hooters girls проводят шведский стол рядом с бассейном.
- Дюк решает остаться на базе, чтобы уйти в себя и сфокусироваться на бое.
- Энтони Гутьеррез раздражает девушек своим поведением и приколами, которые он позволяет себе, когда девушки спят.
- Тейт приглашает двукратного чемпиона мира по тайскому боксу и члена Зала Славы Мелкора Менора, чтобы он подготовил Пеннингтон в её защите в клинче.
- Ракель Пеннингтон побеждает Джессаним Дюк единогласным решением по итогам трех раундов.
- После хорошего первого раунда от Дюк, Пеннингтон включила работу ногами и сократила дистанцию для более эффективной ударной работы.
- Роузи, Тейт, Уайт и все бойцы выражают свое восхищение тем, каким плотным и близким был этот бой, а также уважение обеим девушкам как бойцам. В итоге этот бой получит звание лучшего за весь сезон.
- Получив контроль над матчами снова, Тейт назначает следующим бой: Джош Хилл против Майкла Вуттена.

## Сводная таблица

### Женщины
|  | Четвертьфиналы       | Четвертьфиналы    |                     |     | Полуфиналы | Полуфиналы |  |  | Финал | Финал |
|  |                      |                   |                     |     |            |            |  |  |       |       |
|  |                      |                   |                     |     |            |            |  |  |       |       |
|  |                      |                   |                     |     |            |            |  |  |       |       |
|  | 2 Шейна Базлер       | SUB               |                     |     |            |            |  |  |       |       |
|  | 2 Шейна Базлер       | SUB               |                     |     |            |            |  |  |       |       |
|  | 1 Джулианна Пенья    | 2                 |                     |     |            |            |  |  |       |       |
|  | 1 Джулианна Пенья    | 2                 | 1 Джулианна Пенья   | SUB |            |            |  |  |       |       |
|  |                      |                   | 1 Джулианна Пенья   | SUB |            |            |  |  |       |       |
|  |                      | 3 Сара Морас      | 2                   |     |            |            |  |  |       |       |
|  |                      | 3 Сара Морас      | 2                   | SUB |            |            |  |  |       |       |
|  |                      |                   |                     |     |            |            |  |  |       |       |
|  | 3 Сара Морас         | 1                 |                     |     |            |            |  |  |       |       |
|  | 3 Сара Морас         | 1                 | 1 Джулианна Пенья   | TKO |            |            |  |  |       |       |
|  |                      |                   | 1 Джулианна Пенья   | TKO |            |            |  |  |       |       |
|  |                      | 8 Джессика Ракози | 1                   |     |            |            |  |  |       |       |
|  |                      | 8 Джессика Ракози | 1                   | UD  |            |            |  |  |       |       |
|  |                      |                   |                     |     |            |            |  |  |       |       |
|  | 5 Ракель Пеннингтон  | 3                 |                     |     |            |            |  |  |       |       |
|  | 5 Ракель Пеннингтон  | 3                 | 5 Ракель Пеннингтон | UD  |            |            |  |  |       |       |
|  |                      |                   | 5 Ракель Пеннингтон | UD  |            |            |  |  |       |       |
|  |                      | 8 Джессика Ракози | 3                   |     |            |            |  |  |       |       |
|  | 8 Джессика Ракози    | 8 Джессика Ракози | 3                   | TKO |            |            |  |  |       |       |
|  | 8 Джессика Ракози    |                   |                     | TKO |            |            |  |  |       |       |
|  | 7 Роксанна Модаффери | 2                 |                     |     |            |            |  |  |       |       |
|  | 7 Роксанна Модаффери | 2                 |                     |     |            |            |  |  |       |       |
|  |                      |                   |                     |     |            |            |  |  |       |       |
|  |                      |                   |                     |     |            |            |  |  |       |       |

### Мужчины
|  | Четвертьфиналы     | Четвертьфиналы     |                  |     | Полуфиналы | Полуфиналы |  |  | Финал | Финал |
|  |                    |                    |                  |     |            |            |  |  |       |       |
|  |                    |                    |                  |     |            |            |  |  |       |       |
|  |                    |                    |                  |     |            |            |  |  |       |       |
|  | 2 Крис Бэл         | SUB                |                  |     |            |            |  |  |       |       |
|  | 2 Крис Бэл         | SUB                |                  |     |            |            |  |  |       |       |
|  | 3 Крис Холдсуорт   | 1                  |                  |     |            |            |  |  |       |       |
|  | 3 Крис Холдсуорт   | 1                  | 3 Крис Холдсуорт | SUB |            |            |  |  |       |       |
|  |                    |                    | 3 Крис Холдсуорт | SUB |            |            |  |  |       |       |
|  |                    | 8 Майкл Вуттен     | 1                |     |            |            |  |  |       |       |
|  | 8 Майкл Вуттен     | 8 Майкл Вуттен     | 1                | SUB |            |            |  |  |       |       |
|  | 8 Майкл Вуттен     |                    |                  | SUB |            |            |  |  |       |       |
|  | 5 Джош Хилл        | 3                  |                  |     |            |            |  |  |       |       |
|  | 5 Джош Хилл        | 3                  | 3 Крис Холдсуорт | SUB |            |            |  |  |       |       |
|  |                    |                    | 3 Крис Холдсуорт | SUB |            |            |  |  |       |       |
|  |                    | 4 Дэйви Грант      | 2                |     |            |            |  |  |       |       |
|  | 4 Дэйви Грант      | 4 Дэйви Грант      | 2                | 2   |            |            |  |  |       |       |
|  | 4 Дэйви Грант      |                    |                  | 2   |            |            |  |  |       |       |
|  |                    |                    |                  |     |            |            |  |  |       |       |
|  | 4 Дэйви Грант      | **                 |                  |     |            |            |  |  |       |       |
|  | 4 Дэйви Грант      | **                 |                  |     |            |            |  |  |       |       |
|  |                    | 6 Энтони Гутиеррез |                  |     |            |            |  |  |       |       |
|  | 6 Энтони Гутиеррез | *                  |                  |     |            |            |  |  |       |       |
|  | 6 Энтони Гутиеррез | *                  |                  |     |            |            |  |  |       |       |
|  | 1 Коди Боллингер   |                    |                  |     |            |            |  |  |       |       |
|  |                    |                    |                  |     |            |            |  |  |       |       |
|  |                    |                    |                  |     |            |            |  |  |       |       |
|  |                    |                    |                  |     |            |            |  |  |       |       |

### Bonus awards
* Bollinger did not make weight and was expelled. Gutierrez advanced directly to the semifinals.

** Gutierrez did not make weight and was expelled. Grant advanced directly to the finale.
|     |  | Команда Раузи                             |
|     |  | Команда Тейт                              |
| UD  |  | Единогласное решение (Unanimous Decision) |
| SUB |  | Сдача (Submission)                        |
| TKO |  | Технический нокаут (Technical Knockout)   |

## The Ultimate Fighter 18 Finale
The Ultimate Fighter: Team Rousey vs. Team Tate Finale (или The Ultimate Fighter 18 Finale) — турнир Ultimate Fighting Championship, состоявшийся 30 ноября 2013 в Mandalay Bay Events Center в Лас-Вегасе, Невада.